# Sześć Jog Naropy
Sześć jog Naropy – cykl głębokich praktyk medytacyjnych buddyzmu Diamentowej Drogi:
- Joga wewnętrznego żaru (tyb. tummo),
- Joga świadomego umierania (tyb. phowa),
- Joga przejrzystego światła (tyb. osel),
- Joga snu (tyb. milam),
- Joga ciała iluzorycznego (tyb. gyulu)
- Joga stanu pośredniego (tyb. bardo).